# إيان ليبكين
إيان ليبكين مواليد عام (1952) هو أستاذ جون سنو لعلم الأوبئة في كلية ميلمان للصحة العامة في جامعة كولومبيا وأستاذ علم الأعصاب وعلم الأمراض في كلية الأطباء والجراحين في جامعة كولومبيا. ليبكين هو أيضًا مدير مركز العدوى والحصانة، وهو مختبر أكاديمي لصيد الميكروبات في الأمراض الحادة والمزمنة.

## التعليم:-
ولد ليبكين في شيكاغو، إلينوي حيث التحق بكلية المختبرات بجامعة شيكاغو، وكان رئيسًا لمجلس الطلاب في عام 1969. وكان يتطلع إلى أن يصبح عالمًا في الإنثروبولوجيا الثقافية، وانتقل إلى نيويورك وحصل على درجة البكالوريوس من كلية ساره لورانس في عام 1974. خلال الفترة التي قضاها في ساره لورانس قال ليبكين:«شعرت أنه إذا دخلت مباشرة في الأنثروبولوجيا الثقافية بعد الجامعة، فسأكون طفيليًا. سأذهب إلى مكان ما، وآخذ معلومات حول الأساطير والطقوس، وليس لدي أي شيء لأقدمه. لذلك قررت أن أصبح عالمًا في الأنثروبولوجيا الطبية ومحاولة إعادة الأدوية التقليدية. وفجأة وجدت نفسي في كلية الطب». بعد عودته إلى مسقط رأسه في شيكاغو، حصل ليبكين على درجة الدكتوراة في الطب من كلية الطب راش، في عام 1978. في السنوات التالية بعد ذلك، كان كاتبًا سريريًا في معهد UCL لأمراض الأعصاب في كوين سكوير، لندن على زمالة ومتدرب في الطب في جامعة بيتسبرغ (1978 – 1979)، وأكمل الإقامة في الطب في جامعة واشنطن (1979 – 1981)، أكمل إقامة في طب الأعصاب في جامعة كاليفورنيا، سان فرانسيسكو (1981-1984). أجرى أبحاثًا بعد الدكتوراة في علم الأحياء الدقيقة وعلم الأعصاب في معهد سكريببس للأبحاث من عام 1984 إلى عام 1990 تحت إشراف مايكل أولدستون وفلويد بلوم. في السنوات الست التي قضاها في سكريبس، أصبح ليبكين باحثًا مساعدًا أولًا بعد إكمال عمله بعد الدكتوراة وكان رئيسًا لجمعية سكريبس للمنح الجامعية في عام 1987.

## المهنة:-
اكتسب ليبكين سمعة «صائد الفيروسات الرئيسي» بسبب سرعته وطرقه المبتكرة لتحديد الفيروسات الجديدة، وقد أشاد به مدير المعهد الوطني للحساسية والأمراض المعدية الدكتور أنتوني فوسي. كمدير لمركز العدوى والحصانة في كلية ميلمان للصحة العامة؛ قاد ليبكين، منذ بداية جائحة فيروس كورونا 2019 – 2020، باحثين في معهد CII بالتعاون مع الباحثين في سون يات سين في الصين. كما نصح الدكتور ليبكن الحكومة الصينية ومنظمة الصحة العالمية (WHO) خلال تفشي السارس 2002-2004. وصف الدكتور ليبكن إصابته بفيروس سارس 2 –COVID، بدءًا من منتصف آذار 2020، واستلزم تعافيه من المرض في المنزل، على التدوين الصوتي هذا الأسبوع في علم الفيروسات.
كان (ليبكين) كرسي لويز تورنر أرنولد في علوم الأعصاب في جامعة كاليفورنيا في إرفاين من 1990 - 2001 وتم تجنيده بعد ذلك بوقت قصير من جامعة كولومبيا. بدأ فترة ولايته الحالية في كولومبيا كمدير مؤسس لمختبر Jermo L. وDawn Greene للأمراض المعدية من 2002 -2007، والتي انتقلت إلى أستاذ جون سنو الذي يحمله حاليًا.
ليبكين عالم طبي معترف به دوليًا لعمله مع فيروس غرب النيل والسارس، بالإضافة إلى تطوير لتقنيات استكشاف مسببات الأمراض من خلال تطوير إستراتيجية مرحلية باستخدام تقنيات رائدة في مختبره. هذه الأساليب البيولوجية الجزئية، بما في ذلك MassTag-PCR، وتشخيص GreeneChip، والتسلسل عالي الإنتاجية، هي خطوة رئيسية نحو تحديد ودراسة مسببات الأمراض الفيروسية الجديدة التي تظهر محليًا في جميع أنحاء العالم. وهنالك عقدة رئيسية في شبكة عالمية من الباحثين الذين يعملون على معالجة الأمراض واكتشافها، وقد درب الدكتور ليبكين أكثر من 30 عالمًا دوليًا على هذه التقنيات التشخيصية الحديثة.
ليبكين هو مدير مركز البحوث في التشخيص والاكتشاف (CRDD)، في إطار برنامج مراكز معاهد التميز للمعاهد القومية للصحة لبحوث الترجمة. تجمع CRDD بين كبار الباحثين في علم الوراثة الميكروبية والبشرية والهندسة والإيكولوجيا الميكروبية والصحة العامة لتطوير رؤى حول آليات المرض وطرق الكشف عن العوامل المعدية، وتوصيف النباتات الدقيقة وتحديد المؤشرات الحيوية التي يمكن استخدامها لتوجيه الإدارة السريرية. كان ليبكين سابقًا مديرًا لمركز North Biodefense Center والمركز الإقليمي للتميز في الدفاع البيولوجي والأمراض المعدية الناشئة الذي يضم 28 مؤسسة أكاديمية خاصة وعامة ومؤسسات صحية عامة في نيويورك ونيوجيرسي وكونيتيكت، ضمن هذا الاتحاد، ركز بحثه على اكتشاف مسببات الأمراض، باستخدام الحمى النزفية غير المبررة، والأمراض الحموية، والتهاب الدماغ، والتهاب السحايا والدماغ كأهداف. وهو الباحث الرئيسي في مجموعة التوحد، وهو برنامج دولي فريد يحقق في علم الأوبئة وأساس الاضطرابات النمائية العصبية من خلال تحليل مجموعة ولادة محتملة تضم 100.000 طفل وأولياء أمورهم. يدرس ABC تفاعلات توقيت البيئة الجينية، والمؤشرات الحيوية ومسار التطور الطبيعي والمرض. يدير ليبكين أيضًا المركز الأكاديمي الوحيد، وواحد من اثنين في الولايات المتحدة (والآخر هو مركز السيطرة على الأمراض)، الذي يشارك في التحقيق في الفاشيات لمنظمة الصحة العالمية.
كان ليبكين رئيسًا مشاركًا للجنة التوجيهية لمراكز مكافحة الأمراض والوقاية منها التابعة للجنة الفرعية الوطنية الاستشارية للمراقبة البيولوجية. تم إنشاء NBAS استجابة للتوجيه الرئاسي للأمن الداخلي (HSPD-21) «الصحة العامة والتأهب الطبي».
وهو المدير الفخري لمركز بكين للأمراض المعدية، ورئيس المجلس الاستشاري لمعهد باستور دي شنغهاي، ويعمل في مجالس إدارة مركز البحوث التعاونية للأمن البيولوجي الأسترالي للأمراض المعدية الناشئة، ومعهد قوانغتشو للطب الحيوي وتحالف EcoHealth وTetragenetics وتعاون علوم الحياة 454.
عمل ليبكين كمستشار علمي لفيلم العدوى وقد أُشيدَ بالفيلم لدقته العلمية.

### المهنة المبكرة:-
في حين أنه ليس متخصصًا في علم الإنسان الطبي، يتخصص ليبكين في الأمراض المعدية وتأثيرها العصبي. صدر أول منشور احترافي له في عام 1979 خلال فترة المنحة الجامعية في لندن كرسالة إلى المحرر في أرشيف الطب الباطني (now JAMA internal medicine)، حيث ارتبط ارتباطًا محتملًا بين قلة الحمضيات وجرثومة الدم في التقييمات التشخيصية لجرثومة مريض. أثناء وجوده في جامعة كاليفورنيا، عمل مع جون نيوسوم ديفيس، الذي كان يستخدم استخدام البلازما لتفهم الوهن العضلي الوبيل بشكل أفضل، وهو مرض عصبي عضلي.
في عام 1981، بدأ ليبكين إقامته في علم الأعصاب وعمل في عيادة محلية في سان فرانسيسكو، وهو الوقت الذي بدأ فيه الإيدز يؤثر على سكان المدينة المحليين. بسبب النظرة الاجتماعية للأشخاص المثليين في ذلك الوقت، كان عدد قليل جدًا من الأطباء يرون المرضى الذين يعانون من هذه الأعراض. «كان يراقب العديد من المرضى الذين يصابون بمرض الإيدز». استغرق العلماء سنوات عديدة لاكتشاف الفيروس المسؤول عن المرض. رأيت كل هذا وقلت «علينا أن نجد طرقًا جديدة وأفضل للقيام بذلك». خلال الوباء اتخذ ليبكين نهج البحث عن جينات الفيروس بدلًا من البحث عن الأجسام المضادة في الأشخاص المصابين وسيلةً لتسريع عملية التشخيص. بحلول منتصف الثمانينيات، نشر ليبكين ورقتين تحديدًا حول أبحاث الإيدز. وانتقل إلى استخدام نهج أكثر مرضية لتحديد الفيروس. وقد حدد التشوهات المناعية المرتبطة بالإيدز والاعتلال العصبي الإلتهابي، والذي أظهر أنه يمكن معالجته بالبلازما، وأظهر أن التعرض المبكر للعدوى الفيروسية يؤثر على وظيفة الناقل العصبي.

### ولادة الفيروس:-
في عام 1989، كان ليبكين أول من حدد ميكروبًا باستخدام أدوات جزيئية بحتة. خلال فترة عمله رئيسًا في جامعة كاليفورنيا في إيرافين، نشر ليبكين عدة أوراق على مدار العقد تشرح وتفسير ولادة الفيروس. بمجرد أن كان من الواضح أن العدوى الفيروسية يمكن أن تغير السلوك بشكل انتقائي ومستويات الدماغ الثابتة في حالة mRNAs الناقل العصبي، كانت الخطوة التالية هي البحث عن العوامل المعدية التي يمكن استخدامها كمجسات لتحديد المجالات التشريحية والوظيفية في الجهاز العصبي المركزي (CNS).
وبحلول منتصف التسعينيات، تم التأكيد على أن «مرض بورنا هو فيروس RNA العصبي السالب الذي يصيب مجموعة واسعة من العوائل الفقارية»، مما يسبب «متلازمة بوساطة مناعية تؤدي إلى اضطرابات في الحركة والسلوك». وقد أدى ذلك إلى عمل عدة مجموعات في جميع أنحاء العالم لتحديد ما إذا كانت هناك صلة بين فيروس مرض بورنا (BDV) أو عامل ذي صلة ومرض عصبي بشري. كانت المجموعة تسمى رسميًا علم الأحياء الدقيقة والمناعة والاضطرابات النفسية المتعددة (MIND) والمجموعة متعددة المراكز ومتعددة الجنسيات التي تركز على استخدام طرق موحدة للتشخيص السريري والتقييم المختبري الأعمى لعدوى (BDV). بعد ما يقارب عقدين من الاستقصاء، تم الانتهاء من أول دراسة عمياء تسيطر عليها حالة للعلاقة بين BDV والأمراض النفسية من قبل الباحثين في مركز جامعة كولومبيا للعدوى والمناعة في جهد مشترك خَلُص إلى عدم وجود ارتباط بين الاثنين. وأشار ليبكين إلى أنه «كان قلقًا بشأن الدور المحتمل لBDV في المرض العقلي وعدم القدرة على التعرف عليه باستخدام التقنيات الكلاسيكسة التي دفعتنا إلى تطوير طرق جزيئية لاكتشاف مسببات الأمراض. في نهاية المطاف مكنتنا هذه التقنيات الجديدة من دحض دور BDV في الأمراض البشرية. لكن الحقيقة تبقى أننا اكتسبنا استراتيجيات لاكتشاف مئات من مسببات الأمراض الأخرى التي لها آثار مهمة على الطب والزراعة والصحة والبيئة».

### فيروس غرب النيل:-
فيروس غرب النيل في نيويورك في عام 1999، تم الإبلاغ عن فيروس غرب النيل لمريضيين في المركز الطبي بمستشفى فلاشينغ في كوينز، نيويورك. قاد ليبكين فريق تحديد فيروس غرب النيل في أنسجة الدماغ لضحايا التهاب الدماغ في ولاية نيويورك. تم تحديد الطرق المحتملة لانتشار فيروس غرب النيل في جميع أنحاء نيويورك (وشرق الولايات المتحدة)، ولكنها ممكنة أيضًا من الطيور المصابة أو البشر. هنالك احتمال كبير أن المطارين الدوليين لقريبين من الحالات الأولية المبلغ عنها كانت أيضًا نقاط الدخول الأولية إلى الولايات المتحدة. خلال السنوات الخمس التي تلت أول حالة تم الإبلاغ عنها، عمل ليبكين على دراسة مع المعاهد الوطنية للصحة (NIH) ومركز وادزورث في وزارة الصحة بولاية نيويورك (NYSDOH) لتحديد كيفية تطوير لقاح. في حين حققوا بعض النجاح في تحصين الفئران باستخدام prME-LPs، اعتبارًا من عام 2018، لا يوجد حتى الآن لقاح بشري ل WNV.

### SARS-COVID:-
اكتشف العلماء الصينيون أول مرة فيروس COVID-19 لمتلازمة الالتهاب الرئوي الحاد (سارس) في شباط 2003، ولكن بسبب التفسير الأولي للبيانات، تم قمع معلومات العامل الصحيح المرتبط بالسارس وتأخر بدء الفاشية. كانت مرافق المستشقيات المتطورة في خطر كبير لأنها كانت الأكثر عرضة لانتقال الفيروس، لذا فإن «وبائيات المختبر الكلاسيكي» ل «تتبع الاتصال والعزلة» هي التي أدت إلى إجراءات سريعة ضد الوباء. طلب من ليبكين المساعدة في التحقيق من قبل تشن تشو، نائب رئيس الأكاديمية الصينية للعلوم وشو جوانهوا، ووزير وزارة العلوم والتكنولوجيا في الصين؛ لتقييم حالة الوباء، وتحديد الثغرات في العلوم، ووضع إستراتيجية لاحتواء الفيروس والحد من المرض والوفيات. أدى ذلك إلى تطوير تقنية تفاعل البوليميراز المتسلسل في الوقت الحقيقي (qPCR)، والتي سمحت بشكل أساسي بالكشف عن العدوى في نقاط زمنية سابقة حيث تستهدف العملية في هذه الحالة، تسلسل الجين N وتضخيم التحليل في نظام مغلق. هذا يقلل بصورة ملحوظة من خطر التلوث أثناء المعالجة. تم تطوير مجموعات الاختبار باستخدام تحليل المقايسة القائم على PCR وتم تسليم 10000 يدٍ إلى بكين خلال ذروة تفشي المرض بواسطة Lipkin، حيث قام بتدريب علماء الأحياء الدقيقة السريرية المحلية على الاستخدام المناسب. أصبح مريضًا عند عودته إلى الولايات المتحدة وتم عزله.
وقد طُلب من ليبكين الانضمام إلى فريق عمل مجلس علوم الدفاع حول إرشادات الحجر الصحي للسارس خلال ذروة تفشي مرض السارس بين 2003-2004، لتقديم المشورة إلى وزارة الدفاع الأمريكية بشأن خطوات إدارة الوباء محليًا. جزءً من تحالف EcoHealth، عمل مركز ليبكين بالاشتراك مع منحة NIH / NIAID لتقييم الخفافيش كمستودع لفيروس السارس. نتجت 47 مطبوعة عن هذه المنحة، والتي تضمنت أيضًا تقييمًا لفيروسات نيباه وهندرا وإيبولا وماربورغ. أثبت هذا أنه بحث مهم في الدراسة الشاملة للخزانات الفيروسية حيث تم تحديد أن الخفافيش تحمل فيروسات تاجية وإما أن تصيب البشر مباشرة بتبادل السوائل الجسدية (مثل اللدغة) أو بشكل غير مباشر عن طريق إصابة المضيف الوسيط، مثل الخنازير. في كانون الثاني 2020، منحت الحكومة الصينية وسام ليبكين، أعلى تكريم، لعمله خلال تفشي السارس 2002-2004.

### MERS-CoV:-
```
تم الإبلاغ عن متلازمة الشرق الأوسط التنفسية (MERS) أول مرة في المملكة العربية السعودية خلال شهر حزيران عام 2012 عندما تم تشخيص رجل محلي في البداية بالالتهاب الرئوي الحاد وتوفي لاحقًا بفشل كلوي. كانت التقارير المبكرة للمرض مشابهة لمرض السارس حيث أن الأعراض متشابهة، ولكن تم تحديد هذه الحالات بسرعة بسبب سلالة جديدة تسمى فيروس كورونا التاجي (MERS-CoV). نظرًا لخبرة ليبكين في تفشي مرض السارس في الصين قبل ما يقرب من عشر سنوات، منحت وزارة الصحة السعودية ليبكين ومختبره إمكانية الوصول المحلي إلى عينات حيوانية تتعلق بالحالات الأولية المبلغ عنها. مع الفرصة النادرة، أنشأ فريق ليبكين مختبرًا متنقلًا قادرًا على استيعاب ست قطع من الأمتعة الشخصية وتم نقله من نيويورك إلى المملكة العربية السعودية عبر رحلة تجارية لإكمال تحليل العينات. بدا من غير المحتمل أن الخفافيش كانت تصيب البشر بشكل مباشر، لأن التفاعل الجسدي المباشر بين الاثنين محدود في أحسن الأحوال. تم الانتهاء من دراسة في مكان قريب أكثر محليًا، ودراسة مجموعات الخفافيش المتنوعة في جنوب شرق المكسيك وتحديد مدى تنوع الفيروسات التي يمكن أن تحملها. [ومع ذلك، تبين أن الإبل العربي كان وسيطًا في الانتقال بين الخفافيش والبشر، لأن حليب الإبل واللحوم هما من المواد الغذائية الأساسية في منطقة المملكة العربية السعودية. يبدو أن حالات الانتقال من إنسان إلى إنسان معزولة لمرضى الحالات وأي شخص على اتصال مباشر بهم، على عكس الانتقال الواسع في الهواء الطلق. بحلول عام 2017، تم تحديد أن الخفافيش هي على الأرجح المصدر الأصلي التطوري لـ MERS-CoV مع العديد من الفيروسات التاجية الأخرى، على الرغم من أن هذه الأنواع من الفيروسات الحيوانية ليست كلها تهديدات مباشرة للبشر مثل MERS-CoV و[c] بشكل أولي، توضح هذه الأمثلة أن الفيروسات التاجية المرتبطة بفيروس كورونا ترتبط كثيرًا بالخفافيش وتنتشر جغرافيًا.
```

```
تم الإبلاغ عن متلازمة الشرق الأوسط التنفسية (MERS) أول مرة في المملكة العربية السعودية خلال تشرين الأول 2012 عندما تم تشخيص رجل محلي في البداية بالالتهاب الرئوي الحاد وتوفي لاحقًا بفشل كلوي. كانت التقارير المبكرة للمرض مشابهة لمرض السارس حيث أن الأعراض متشابهة، ولكن تم تحديد هذه الحالات بسرعة بسبب سلالة جديدة تسمى فيروس كورونا التاجي (MERS-CoV). نظرًا لخبرة ليبكين في تفشي مرض السارس في الصين قبل ما يقرب من عشر سنوات، منحت وزارة الصحة السعودية ليبكين ومختبره إمكانية الوصول المحلي إلى عينات حيوانية تتعلق بالحالات الأولية المبلغ عنها. مع الفرصة النادرة، أنشأ فريق ليبكين مختبرًا متنقلًا قادرًا على استيعاب ست قطع من الأمتعة الشخصية وتم نقله من نيويورك إلى المملكة العربية السعودية عبر رحلة تجارية لإكمال تحليل العينات. بدا من غير المحتمل أن الخفافيش كانت تصيب البشر بشكل مباشر، لأن التفاعل الجسدي المباشر بين الاثنين محدود في أحسن الأحوال. تم الانتهاء من دراسة في مكان قريب أكثر محليًا، ودراسة مجموعات الخفافيش المتنوعة في جنوب شرق المكسيك وتحديد مدى تنوع الفيروسات التي يمكن أن تحملها. ومع ذلك، تبين أن الإبل العربي كان وسيطًا في الانتقال بين الخفافيش والبشر، لأن حليب الإبل واللحوم هما من المواد الغذائية الأساسية في منطقة المملكة العربية السعودية. يبدو أن حالات الانتقال من إنسان إلى إنسان معزولة لمرضى الحالات وأي شخص على اتصال مباشر مباشر بهم، على عكس الانتقال الواسع في الهواء الطلق. بحلول عام 2017، تم تحديد أن الخفافيش هي على الأرجح المصدر الأصلي التطوري لـ MERS-CoV مع العديد من الفيروسات التاجية الأخرى، على الرغم من أن هذه الأنواع من الفيروسات الحيوانية ليست كلها تهديدات مباشرة للبشر مثل MERS-CoV و«[c ] بشكل أولي، توضح هذه الأمثلة أن الفيروسات التاجية المرتبطة بفيروس كورونا ترتبط كثيرًا بالخفافيش وتنتشر جغرافيًا».
```

### التهاب الدماغ العضلي النخاعي / متلازمة التعب المزمن (ME / CFS):-
التهاب الدماغ والنخاع العضلي العضلي / متلازمة التعب المزمن (ME / CFS) هي حالة مزمنة تتميز بالإرهاق الشديد بعد مجهود لا يخفف من الراحة ويتضمن أعراضًا أخرى، مثل آلام العضلات والمفاصل والخلل المعرفي. في أيلول 2017، منحت NIH منحة قدرها 9.6 مليون دولار لجامعة كولومبيا من أجل "CfS for ME / CFS" المخصصة لمتابعة البحث الأساسي وتطوير أدوات لمساعدة الأطباء والمرضى على حد سواء في مراقبة مسار المرض بشكل فعال. يتضمن جهد التعاون هذا بقيادة ليبكين مؤسسات أخرى، مثل مركز بيتمان هورن (لوسيندا بيتمان)، وجامعة هارفارد (أنتوني كوماروف)، وجامعة ستانفورد (كيجان مونيغيتي)، وسييرا للطب الباطني (دانيال بيترسون)، وجامعة كاليفورنيا، وديفيس (أوليفر فيين)، وكلية ألبرت أينشتاين للطب (جون جريللي)، إلى جانب الأطباء الخاصين في مدينة نيويورك. تعاون فريق الباحثين والأطباء في البداية لفك الارتباط بين الفيروس المرتبط بفيروس نقص المناعة البشرية (XMRV) وME / CFS بعد أن طلبت المعاهد NIH البحث في التقارير المتضاربة بين XMRV وME / CFS. عززت المجموعة رؤيتها بدعم من مبادرة عائلة هوتشين للتعب المزمن (CFI) ومنظمة التمويل الجماعي، مشروع Microbe Discovery Project، لاستكشاف دور العدوى والحصانة في المرض وتحديد المؤشرات الحيوية للتشخيص من خلال الجينوم الوظيفي، اكتشاف البروتينات والأيض. سيجمع المشروع قاعدة بيانات سريرية كبيرة وعينة مستودع تمثل عينات عن طريق الفم والبراز والدم من موضوعات ME / CFS المميزة جيدًا وضوابط مطابقة التردد التي تم جمعها على الصعيد الوطني على مدى عدة سنوات. بالإضافة إلى ذلك، يعمل الباحثون مع مجتمع ME / CFS ومجموعات المناصرة مع تقدم المشروع.

### التهاب النخاع الرخو الحاد (AFM):-
التهاب النخاع الرخو الحاد (AFM) هو حالة خطيرة من الحبل الشوكي مع أعراض تشمل ظهور سريع لضعف الذراع أو الساق، وانخفاض ردود الفعل، وصعوبة في تحريك العينين، والتحدث، أو البلع. في بعض الأحيان قد يكون هناك خدر أو ألم وقد تتضمن المضاعفات صعوبة في التنفس. في آب 2019، نشر ليبكين والدكتور نيشاي ميشرا دراسة تعاونية مع مركز السيطرة على الأمراض في تحليل البيانات المصلية لعينات مصل الدم والسائل النخاعي (CSF) لمرضى AFM. استخدم فريق Lipkin صفائف الببتيد عالية الكثافة (المعروفة أيضًا باسم Serochips) لتحديد الأجسام المضادة لـ EV-D68 في تلك العينات. تم عرض هذه التكنولوجيا على Dr. Oz Show في منتصف أيلول، لتوضيح كيفية تأثير الفيروس المعوي على CSF وSerochip الفعلي المستخدم لإجراء التحليل. في تشرين الأول، نشرت جامعة كاليفورنيا في سان فرانسيسكو دراسة تعاونية منفصلة مع مراكز مكافحة الأمراض والوقاية منها أكدت وجود أجسام مضادة لفيروسات معوية في عينات مريض CSF AFM باستخدام عرض الملتهمة (VirScan). علق ليبكين في مقال على شبكة CNN في تشرين الأول 2019 قائلاً: «من الجيد دائمًا رؤية التكاثر. إنه يمنح المزيد من الثقة في النتائج بالتأكيد». «هذا يعطينا المزيد من الدعم لما وجدنا».

### سارس - CoV - 2:-
```
ساهم ليبكين في البحث العلمي، وقاد 50 إلى 60 باحثًا في مجال CII بالتعاون مع الزملاء والباحثين في جامعة صن يات صن، الصين، على تطوير «COVID سريع وموثوق به» منذ بداية وباء فيروسات التاجي 2019-2020. اختبار تشخيصي. في 24 أيار عام 2020، أعلن ليبكين أنه قد أثبت أنه إيجابي للفيروس التاجي.
```

## روابط خارجية
- إيان ليبكين على موقع IMDb (الإنجليزية)